# Universitatea de Studii Europene din Moldova
Universitatea de Studii Europene din Moldova (abreviat USEM) este o instituție de învățământ superior din Republica Moldova. A fost fondată la Chișinău în anul 1992.

## Istoric
Universitatea a fost fondată la 7 octombrie 1992. 
USEM este succesoarea instituției superioare de învățămînt „Academia de Drept din Moldova”
La moment studiile se fac la 6 facultăți: 
Drept, Științe Economice, Limbi Moderne, Jurnalism și Științe ale Comunicării, Psihologie și Asistență Socială, Științe Politice și Relații Internaționale.

## Activitate
USEM dispune de cadrul legal, care permite organizarea și desfășurarea studiilor universitare de licență (ciclul I) și studiilor universitare de masterat (ciclul II). Aceasta este acreditată de către autoritățile statale ale Republicii Moldova, în conformitate cu legislația în domeniu. Studiile în cadrul USEM se efectuează în limba română, limba rusă și limba engleză. Frecvența La zi și Frecvența Redusă (în afară de facultatea de limbi și psihologie). 

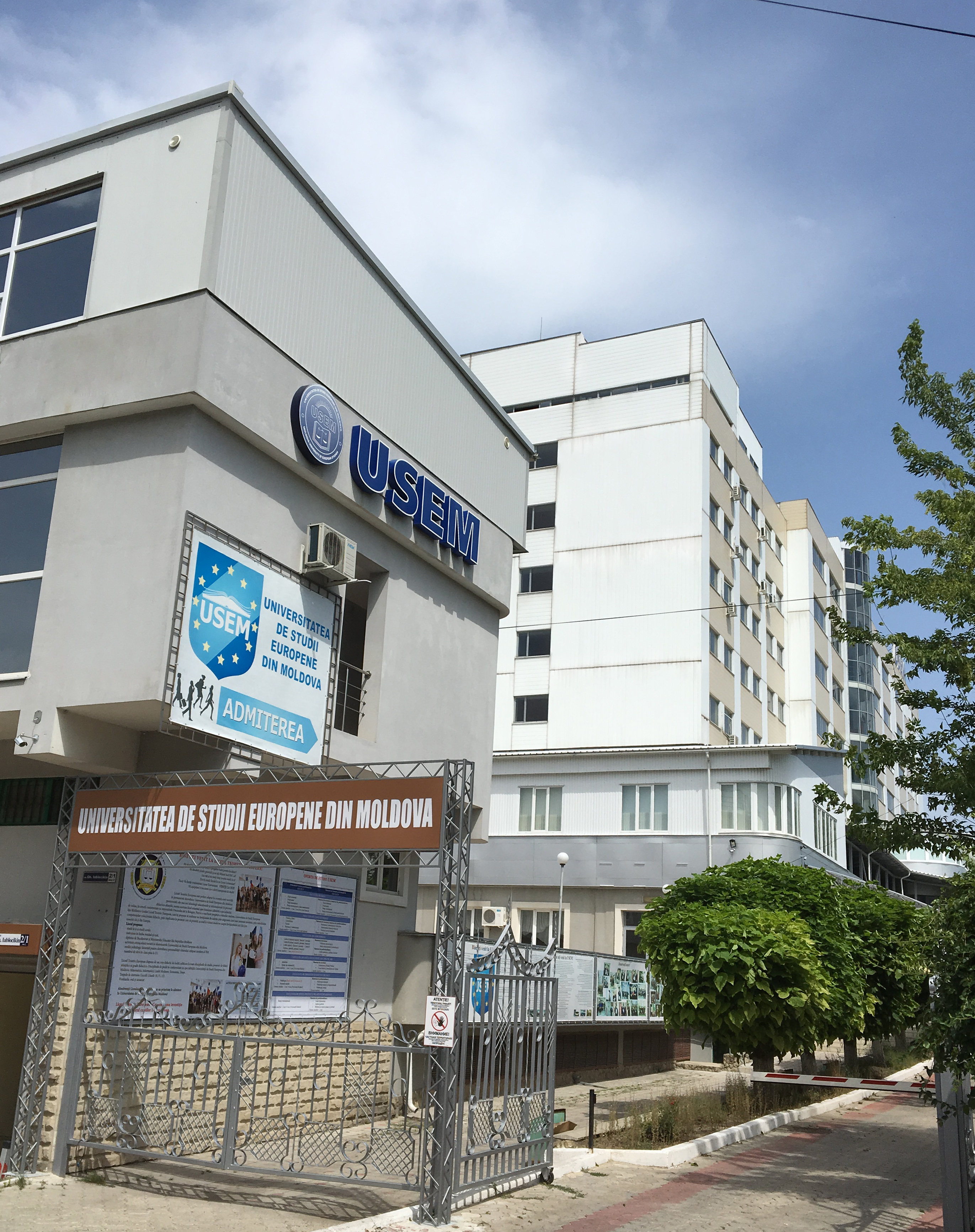
Intrarea pe teritoriul USEM